# Tomoya Hosoda
Tomoya Hosoda (細田 智也, Hosoda Tomoya, nacido el 14 de noviembre de 1991) es un político japonés que, el 17 de marzo de 2017, se convirtió en el primer político transgénero en ser elegido para un cargo cuando fue elegido para el concejo municipal de Iruma, Saitama.
Se sometió a una cirugía de reasignación de género en 2015 a la edad de 23 años. Después de graduarse de la Universidad de Teikyo, trabajó como tecnólogo médico en un hospital en Shizuoka antes de ser elegido. 